# Großer Eutiner See
Le Großer Eutiner See est un lac situé dans le Nord de l'Allemagne dans le land du Schleswig-Holstein. Il fait partie de la région naturelle de la Suisse du Holstein, au nord-est de la ville d'Eutin.
Il est alimenté par la Schwentine et possède deux îles : Fasaneninsel et Liebesinsel.